# Maria Cariddi
Maria Cariddi is een personage uit de Italiaanse maffiaserie La Piovra. Ze is de schizofrene zus van de bankier Tano Cariddi. Maria Cariddi wordt gespeeld door Ana Torrent. Het personage is vanaf de vijfde serie aanwezig.

## Geschiedenis
Hoewel de jeugd van haar broer Tano wordt uitgelicht in de prequel van de serie is Maria daar echter niet in te zien. Wél wordt er gedurende de serie veel duidelijk over de jeugd van Maria. Ze werd met een dubbele persoonlijkheid geboren. Het gezin hoopte dat zij een fysieke ziekte had, zodat ze nog kon worden behandeld. Dit was echter niet het geval. Gedurende de serie refereert ze constant naar een situatie waarin ze werd "geplaagd" en door kinderen uit het dorp in een fontein werd gedrukt. Ze schreeuwde dan om de hulp van Tano, die hulpeloos moest toekijken.
Haar broer Tano is zeer protectief tegenover Maria. Wanneer ze volwassen is, heeft Tano haar verstopt in een vervallen villa. Aldaar draalt ze elke dag rond met een kapotte pop waar ze totaal geen contact met de buitenwereld heeft. Ze bewaart voor Tano een computer met informatie over maffiatransacties.
Haar eerste contact met andere mensen dan Tano is met de rechter Silvia Conti, die ze later als echte vriendin gaat beschouwen. Wanneer Tano Maria met een bomkoffer richting een treinstation stuurt, geeft Tano een brief mee voor Silvia, waarin hij vraagt om voor Maria te zorgen.
Hierop komt ze in een verzorgingstehuis terecht, krijgt vrienden en werk. Het lijkt met haar de goede kant op te gaan. Echter, wanneer Tano omwille van strafvermindering meewerkt aan het vangen van dé grote maffiabaas, wordt Maria gegijzeld en wat later gemarteld helemaal overstuur teruggevonden. 
Tano is de mening toebedeeld dat Maria onnodig onder zijn leven lijdt, waarop hij besluit Maria, zijn eigen zus, om te brengen om haar uit het onnodige lijden te verlossen. Dit wordt ternauwernood tegengehouden door Davide Licata.